# Offoy (Somme)
Offoy (picardisch: Ouffo) ist eine französische Gemeinde mit 199 Einwohnern (Stand 1. Januar 2022) im Département Somme in der Region Hauts-de-France. Die Gemeinde gehört zum Arrondissement Péronne und ist Teil des Gemeindeverbandes Est de la Somme.

## Geographie
Die Gemeinde liegt am Ostufer der hier kanalisierten Somme an der Einmündung des Bachs Germaine und an der Départementsstraße D17.

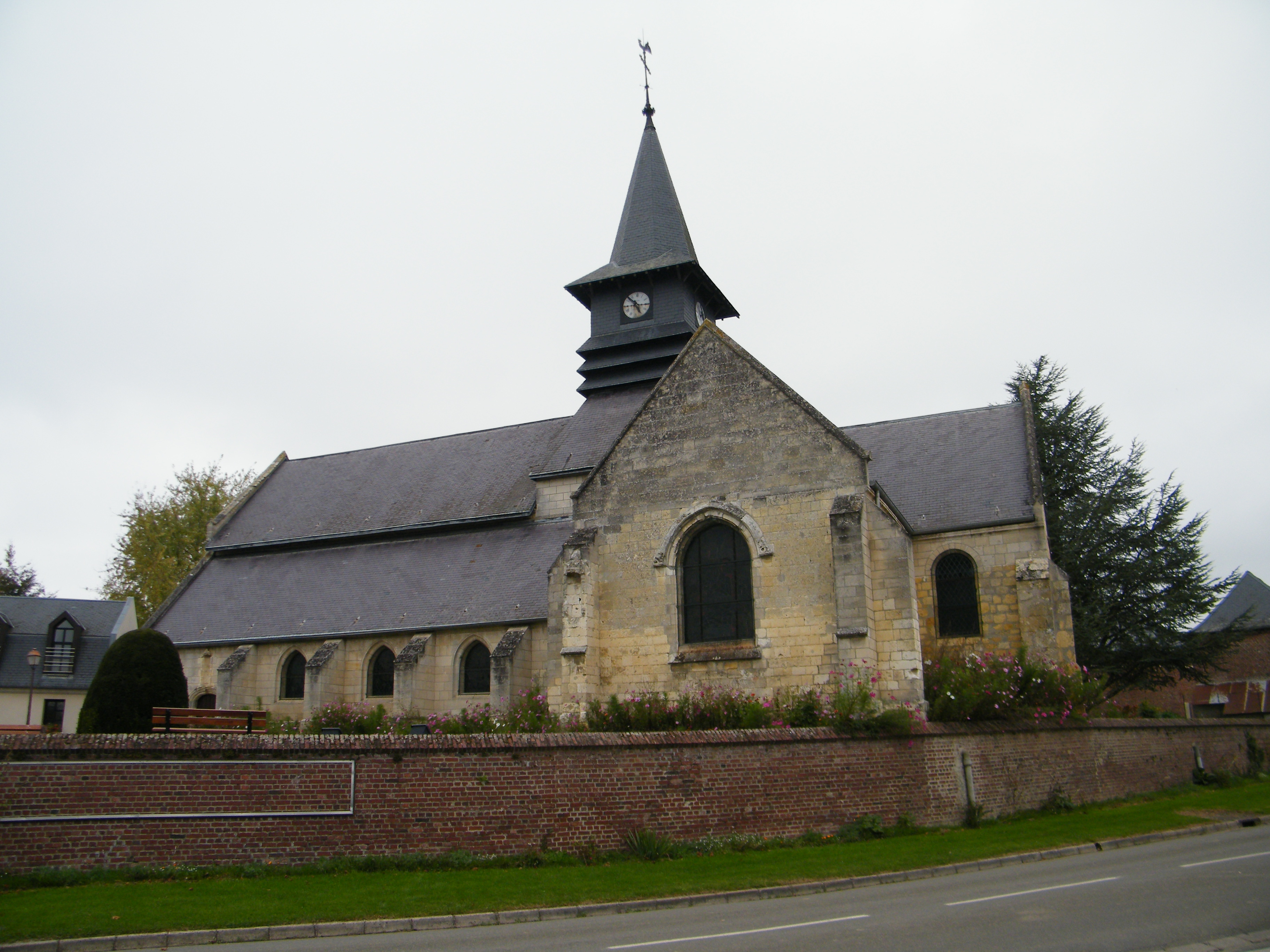
Kirche Saint-Léger in Offoy

| 1962 | 1968 | 1975 | 1982 | 1990 | 1999 | 2006 | 2019 |
| ---- | ---- | ---- | ---- | ---- | ---- | ---- | ---- |
| 172  | 202  | 212  | 231  | 230  | 224  | 223  | 207  |